# Organisation autonome décentralisée
Pour les articles homonymes, voir DAO.
Une organisation autonome décentralisée ou DAO (de l’anglais decentralized autonomous organization) est une organisation ayant une mission et fonctionnant grâce à un ensemble de smart contracts permettant d'établir et de fournir des règles de gouvernance à une organisation. Ces règles sont transparentes et immuables car inscrites dans un réseau blockchain, une technique de stockage et de transmission d’informations, transparente, sécurisée, et fonctionnant sans organe central de contrôle,.
Certains font une analogie entre DAO et association en expliquant qu'il ne s'agirait finalement que d'une association fonctionnant grâce à la technique Blockchain.

## Définition
On parle d'une organisation autonome car une fois déployée sur une chaîne publique, le fonctionnement prévu ne peut plus être stoppé ou modifié autrement que ce qui aurait été éventuellement prévu pour le faire (admission de nouveaux membres, changement de certains paramètres décisionnels, etc). Les modifications n'étant le plus souvent autorisées que sur décision « démocratique », si l'on envisage un scénario où tous les acteurs « humains » seraient empêchés d'exercer, la DAO continuerait dans tous les cas à fonctionner.
Dans certaines configurations impliquant des décisions relatives à des domaines d'expertise spécifiques, une DAO doit disposer d'un mécanisme robuste de réputation pour identifier de manière précise et fiable la compétence et le niveau de confiance par une évaluation systématique et objective des comportements, afin que chaque décision ne nécessite pas un large vote des participants. Une DAO peut permettre à ses contributeurs d'être rémunérés soit en crypto-monnaie (ETH, BTC, DAI) soit en parts de la DAO en proportion de la valeur de la contribution de chaque membre.
Les DAO n'ayant pour le moment aucune forme juridique, elles font appel à des fournisseurs de services pour avoir un impact dans le monde réel.

## Histoire
Le projet « The DAO », à l’initiative de la start-up blockchain Slock.it, est le premier exemple d’un tel type d’organisation.
Par la suite, des initiatives comme Bitnation se sont fondées sur le concept de DAO. Sur la blockchain Ethereum, la plateforme de gouvernance Aragon est à ce jour l'une des plus avancées au monde, permettant à quiconque de lancer en quelques clics une DAO, puis d'organiser les interactions entre ses différents modules (dApps), assigner les droits décisionnels, des jetons, etc.
De même que le projet Mobula propose un système de référencement des tokens et autres crypto-assets de manière totalement décentralisée. Ainsi, chaque nouveau token est vérifié par la DAO et son référencement soumis au vote des membres de la DAO.